# Luis Walter Álvarez
Luis Walter Álvarez (anglès: Luis Walter Alvarez)  (San Francisco, 13 de juny de 1911 - Berkeley, 1 de setembre de 1988) va ser un físic experimental, inventor i professor nord-americà, d'avantpassats espanyols que va rebre el Premi Nobel de Física el 1968 pel desenvolupament de la cambra de bombolles d'hidrogen que va permetre descobrir estats de ressonància en la física de partícules. El American Journal of Physics va comentar: "Luis Álvarez va ser un dels físics experimentals més brillants i productius del segle XX".

## Biografia
Va néixer el 13 de juny de 1911 a la ciutat de San Francisco, a l'estat nord-americà de Califòrnia, segon fill i fill gran de Walter C. Alvarez, metge, i de la seva dona Harriet, nascuda Smyth, net del metge asturià Luis F. Álvarez, que va viure una temporada a Cuba i finalment es va establir als Estats Units, i va trobar un mètode millor per diagnosticar la lepra macular. Tenia una germana gran, Gladys, un germà petit, Bob, i una germana menor, Bernice. La seva tia, Mabel Alvarez, era una artista de Califòrnia especialitzada en pintura a l'oli. Es va llicencià en física per la Universitat de Chicago i aconseguí el doctorat l'any 1936.
Encara que va ser professor de la Universitat de Berkeley durant tota la seva carrera va treballar també a l'Institut Tecnològic de Massachusetts entre els anys 1940 i 1943, així com al laboratori de Metal·lúrgia de la Universitat de Chicago entre 1943 i 1944, i va col·laborar en el Projecte Manhattan per a la fabricació de la bomba atòmica.
Morí l'1 de setembre de 1988 a la ciutat californiana de Berkeley, a causa de les complicacions d'una successió d'operacions recents per al càncer d'esòfag. Les seves restes van ser incinerades i les seves cendres es van escampar per la badia de Monterey. Els seus treballs es troben a la Biblioteca Bancroft de la Universitat de Califòrnia, Berkeley.

## Recerca científica
Va dirigir la construcció del primer accelerador de partícules lineal de protons entre 1946 i 1947 i va inventar la cambra de bombolles d'hidrogen líquid, amb la qual va identificar molts estats de ressonància de partícules ja conegudes. Al llarg de la seva carrera va tocar un ampli ventall de temes físics, com els raigs còsmics (és el codescobridor de l'efecte Est-Oest), física nuclear, tema en què estudià la captura d'electrons K, la producció de neutrons lents i descobrí la radioactivitat del triti i diversos temes de física d'altes energies.
El 1968 fou guardonat amb el Premi Nobel de Física per les seves contribucions en la classificació de partícules elementals gràcies a l'accelerador de partícules lineal.
Al costat del seu fill, el geòleg Walter Álvarez, va proposar la teoria de l'extinció dels dinosaures per efecte de la caiguda d'un gran meteorit a la Península de Yucatán, Mèxic. En el camp de l'arqueologia també es feu famós pel seu sistema per observar l'interior de les piràmides d'Egipte per mitjà dels raigs X.

## Reconeixements
En nom seu s'anomenà l'asteroide (3581) Alvarez descobert el 25 d'abril de 1985 per Carolyn Shoemaker.